# Bijuciszki (rejon oszmiański)
Bijuciszki (biał. Біюцішкі; ros. Биютишки) – dawny majątek. Tereny, na których był położony, leżą obecnie na Białorusi, w obwodzie grodzieńskim, w rejonie oszmiańskim, w sielsowiecie Boruny.

## Historia
W czasach zaborów folwark w gminie Holszany, w powiecie oszmiańskim, w guberni wileńskiej Imperium Rosyjskiego. W 1866 roku własność Wojtkiewiczów, znajdowały się tu ruiny dworu Wańkowiczów. W 1610 roku zmarł i został pochowany w Bijuciszkach Andrzej Wolan. W 1905 roku liczył 46 mieszkańców.
W latach 1921–1945 leżała w Polsce, w województwie wileńskim, w powiecie oszmiańskim, w gminie Holszany.
W 1931 w 2 domach zamieszkiwały 44 osoby.
Wierni należeli do parafii rzymskokatolickiej w Borunach. Miejscowość podlegała pod Sąd Grodzki w Holszanach i Okręgowy w Wilnie; właściwy urząd pocztowy mieścił się w Borunach.